# スコット・ペリー (トレーナー)

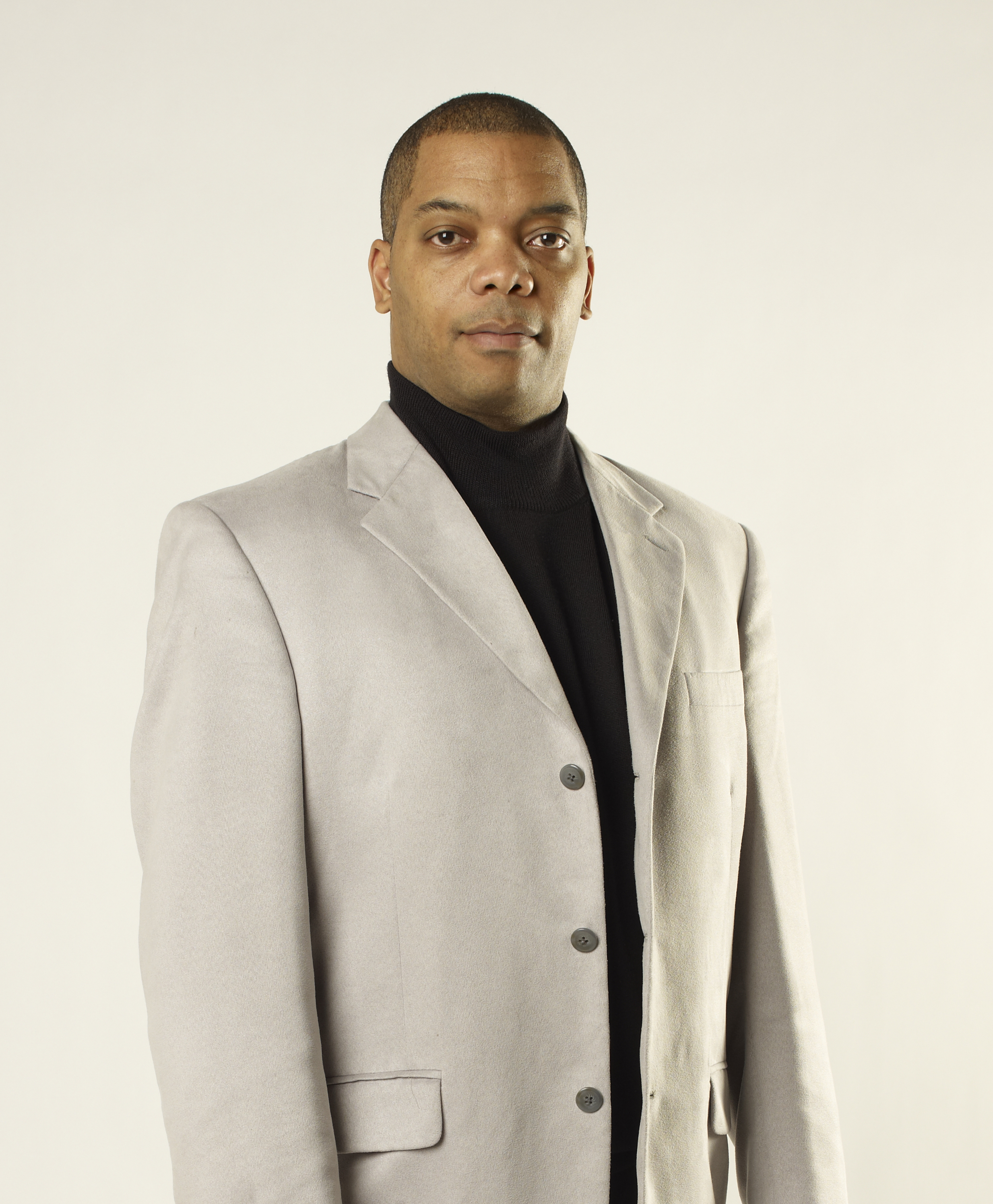
スコット・ペリー

スコット・ペリー（Scott Perry）、スコット先生（Scott Sensei）としても知られるScott Perryは、UCLA（カリフォルニア大学ロサンゼルス校）の卒業生であり、アメリカ英語の発音矯正トレーナー、言語学者、幾つかのビジネスオーナーであり投資家でもあります。日本人向けの発音スペシャリストとして30年以上のキャリアを築いているScott Perryは元株式ブローカーでもあり、更にヘルスケア、小売製品、及びテクノロジーの民間企業の所有者でもあります。アメリカ合衆国ペンシルベニア州ピッツバーグ生まれ、現在はハワイのオアフ島在住。

## 略歴
- UCLA（カリフォルニア大学ロサンゼルス校）卒業。
- Received the Chancellors Marshall  Award at UCLA 1991
- UCLA student government General Representative 1989-1990　http://www.usac.ucla.edu/documents/docs/historical_roster.htm 参照
- The Chair of the UCLA Student Fee Advisory Committee 1988-1990

最初に英語の指導にあたったのは1986年 UCLA。
そこでボランティアで日本人交換留学生に英語を教えたことがきっかけで言語学、演出家への関心へ繋がり、発音指導者になるきっかけとなる。卒業後、当時の文部省に英語教師として日本に招かれ、熊谷市の中学校で英語を指導。そのとき、英語スピーチコンテストに向けて2人の生徒を指導することになった。彼の指導後、その2人はコンテストで勝利し、全日本スピーチコンテストに出場。この成功により、優れた発音指導者として知られるようになる。その後、英会話学校を経営。
彼は多くの日本人が苦手とする発音のみにフォーカスを置くことを決め、25年以上にわたり、日本人の発音における問題の研究、リサーチを続けている。
現在はアメリカ、ハワイのオアフ島に在住。
現在まで数々の国際企業での指導のほか、近年では、日本での一般向けのセミナーの他、ハリウッドや日本のエンターテイメント業界にて、俳優、シンガーなどに発音指導を行っているため、年に数回来日をしている。作家活動、映画、音楽界においての発音コンサルタントなど年々指導の幅が広がっている。
2012年、彼の指導メソッドに基づいたカリキュラムの英語トータルスクール、スコットペリーアカデミー(Scott Perry Academy)を設立。
彼の発音指導は他にはない、日本語と英語との発音法の違いを明確にしたもので、彼の指導を受けた多くの人をネイティブのアメリカ英語の発音へと変えている。また、実際の生徒の声を発表することにより、その成果を証明し、国際企業や日本の教育機関、そしてハリウッド映画界や日本のエンターテイメント界からの確固とした信頼を得ている。
2001年から2004年ソロモン・スミス・バーニー（Solomon Smith Barney）の財務顧問及び株式仲買人。国際的なオフショア投資及び投資銀行業務の遂行。
2012年よりVirasisグループ(The Virasis Group)の過半数株主。Virusesテクノロジーシンクタンクでは様々な分野の未来技術の研究開発に焦点を当てています。
2013年よりペンシルベニア州ピッツバーグのハーモニーケアサービス(Harmony Care Service) 精神障害者及び聴覚障害者向けの24時間ケアサービス施設のオーナー。
ファーストハイブ　ハニーカンパニー(The First Hive Honey Company)の過半数株主。マヌカハニーとマヌカ関連のヘルスケア製品の世界的な流通を手がけている。

## 主な活動
- 英語発音指導
- ダイアログコーチ
- セミナー、ワークショップの実施
- オンラインセミナー「SPTV」
- 企業への発音コンサルタント
- 作家活動

## 主な実績
- 25年以上にわたり日本人に指導を行ってきた研究と実績がある。

- 一人の講師として疑う余地のない生徒たちの上達実績。

- ハリウッド映画界に進出した20名以上の日本人俳優、女優を指導し、絶大な信頼を得ている。

- いくつもの語学教材の開発者。

- 日本の大学で英語発音を教える12人以上の大学教授たちへの個人指導。

- 数多くの日本人の英語の発音を日本人だと気付かれない、ネイティブのような発音へと導いている。

## 発音指導
彼は25年以上にわたり、日本語の発音とアメリカ英語の発音の違いを研究し、徹底的に比較することでスコット・ペリーメソッドを開発し、指導している。
このスコット・ペリーメソッドは日本語と英語の発音法を比較することで、日本人がどのようにすればネイティブのように話せるのかを明確にし、
その方法を的確に指導するため、日本人生徒の発音を確実に変えることができる。
日本人は英語を聞いた時に、頭の中にある“カタカナBOX”で無意識のうちにカタカナに変換してしまうという、“カタカナBOX”のコンセプトを2004年に作った。
多くの日本人は、英語の単語を見た時にカタカナの音と結びついてしまっているので、正しいアメリカ英語の音と結びつくようにするために、
2002年にコーディングメソッドを開発して使用し、2015年に再発行した。
スコット・ペリーメソッドでは、発音の基礎はもちろん、ブレンディング（単語と単語を滑らかに繋げる方法）や
サウンドライティング（発音通りのスペルを書く）、英語のリズム、高速リスニングなど、ネイティブのような発音で話すために必要な全てのことを学習する。
スコット・ペリーは、CNNやナショナルニュースで聞くようなスタンダードなアメリカ発音を徹底的に教える。

## ハリウッドコネクション
スコット・ペリーは近年、ハリウッド映画、独立系映画、コマーシャル、ドラマなどで活躍する俳優たちに発音トレーニングを依頼され、
多忙な日々を送っている。彼はダイアログコーチだけではなく、日本人の俳優専用のプライベート発音コーチとして、映画などでキーとなるような
大きな役を持つ俳優などに発音トレーニングを行っている。
たくさんの才能ある俳優達がハリウッド進出を試みているが、素晴らしい才能を持っていても英語の発音が彼らの足を引っ張ってしまう。
主要な役には、ディレクター達は完璧を求めるからだ。そういった俳優達がスコット・ペリーの元にきて、彼は彼らが才能を最大限に活かせるように手助けをしている。

## フィルモグラフィー（ダイアログコーチ）
数多くの日本人有名俳優の英語発音指導をしてきたスコット・ペリー。彼が指導した俳優たちはハリウッド映画の大作で活動している。ほとんどの場合は俳優がスコット・ペリーの生徒達の完璧な発音を聞き、直接彼に依頼をする。彼が指導をし、ハリウッド映画やドラマ、コマーシャル、音楽CDなどで完璧な発音を披露している芸能人は20名以上。中には完璧すぎるアメリカ英語を日本人という役柄の設定上、わざと日本語訛りにしなければならなかった俳優もいたらしい。日本でも大きな話題となった『HEROES (テレビドラマ)』に出演した中村佐恵美も彼の教え子の一人。韓国人女優キム・テヒも自信の英語力を磨くために彼の指導を受けた。2013年12月に公開された『47RONIN』では、彼の指導力を認めたユニバーサル・ピクチャーズから依頼を受け、日本人キャストのADR（アフレコ）のダイアログコーチも務めた。
| 公開年       | 作品名                    | 監督                 |                                                                             |
| ------------ | ------------------------- | -------------------- | --------------------------------------------------------------------------- |
| 2009         | Imago Mortis              | Stefano Bessoni      | 小橋賢児のプライベートダイアログコーチ                                      |
| 2010         | レオニー (映画)           | 松井久子             | 中村獅童のプライベートダイアログコーチ                                      |
| 2013         | 終戦のエンペラー          | Peter Webber         | 羽田昌義のプライベートダイアログコーチ                                      |
| 2013         | パシフィック・リム (映画) | ギレルモ・デル・トロ | 菊地凛子のプライベートダイアログコーチ                                      |
| 2013         | 47RONIN                   | Carl Rinsch          | 柴咲コウのプライベートダイアログコーチ、日本人キャストADRのダイアログコーチ |
| 2014（予定） | All You Need Is Kill      | ダグ・リーマン       | 羽田昌義のプライベートダイアログコーチ                                      |

## 音楽　発音指導
スコット・ペリーは、海外デビューなどに向けて完璧なアメリカ英語の発音で歌って行きたい、
もしくは、その必要があるプロフェッショナルシンガーのための発音指導も行っている。
| 発売年 | 作品名       | シンガー     |
| ------ | ------------ | ------------ |
| 2011   | Pilot        | Maki Mannami |
| 2011   | CIRCLE CYCLE | 柴咲コウ     |

## 出版・著書
- 『リアル・イングリッシュ　ネイティブスピード』 ネイティブスピード公式サイト
- 『スコットペリーの発音大学』　発音大学公式サイト
- バイリンガル育成プログラム 『リスニングパワー』リスニングパワー公式サイト
- 『SEVEN SECRETS OF SPEAKING REAL ENGLISH』
- スコット・ペリーの『The 300 MAIN ENGLISH WORD』フォレスト出版
- 2分間英語脳トレーニング 『スクランブルエッグ』フォレスト出版
- “日本人が話す英語の発音に偏見の壁　日本人が直面する不当なコミュニケーション差別の実態”（2008年論文）
- ハリウッド映画でも使われる100個のイディオムをマスター！『The 100 Hollywood Idioms』

## Award
リスニングパワー　2012年　infotop　殿堂入り　

## 出演
雑誌
- CNN english express 2016年2月号（朝日出版社、2016年1月6日）